# Naim Kassem
Naim Kassem (także Qassem, Kassim, arab.: نعيم قاسم; ur. 1953 w Kfarfili) – libański polityk szyicki, sekretarz generalny Hezbollahu od 2024 roku.

## Życiorys
Dorastał w Bejrucie. Ukończył chemię na Uniwersytecie Libańskim. Przez wiele lat był nauczycielem chemii. W latach 70. XX wieku został członkiem ruchu Amal, z którego odszedł w 1979 roku. Brał udział w przygotowaniach do powstania Hezbollahu, którego członkiem jest od 1982 roku.
W 1991 roku Abbas al-Musawi mianował go zastępcą sekretarza generalnego Hezbollahu, stanowisko zachował także po wyborze Hasana Nasr Allaha na lidera. Od 1992 roku pełnił funkcję generalnego koordynatora Hezbollahu w wyborach parlamentarnych. Po śmierci Hasana Nasr Allaha został wybrany sekretarzem generalnym organizacji.
Jest także autorem publikacji o tematyce religijnej i politycznej.
Żonaty, ma szóstkę dzieci.